# Ozourt
Ozourt est une commune française située dans le département des Landes en région Nouvelle-Aquitaine. Les 203 Ozourtois y habitent.
Ses habitants sont appelés les Ozourtois.

## Géographie

### Localisation
La commune d’Ozourt est située dans la Chalosse. Elle est traversée du nord au sud par la RD 107 qui conduit vers Montfort-en-Chalosse au nord et Amou au sud, et est à 20 kilomètres à l'est de Dax.

### Communes limitrophes
Les communes limitrophes sont Castelnau-Chalosse, Clermont, Garrey, Pomarez et Poyartin.
|          | Poyartin |                    |
| Garrey   | Ozourt   | Castelnau-Chalosse |
| Clermont | Pomarez  |                    |

### Hydrographie
Le ruisseau de Cazeaux, affluent droit du Luy, conflue sur la commune.

### Climat
Pour des articles plus généraux, voir Climat de la Nouvelle-Aquitaine et Climat des Landes.
Historiquement, la commune est dans une zone de transition entre les climats océaniques aquitain et basque.  
En 2020, Météo-France publie une typologie des climats de la France métropolitaine dans laquelle la commune est exposée à un climat océanique et est dans une zone de transition entre les régions climatiques « Aquitaine, Gascogne » et « Pyrénées atlantiques »0.
Pour la période 1971-2000, la température annuelle moyenne est de 13,6 °C, avec une amplitude thermique annuelle de 14,4 °C. Le cumul annuel moyen de précipitations est de 1 216 mm, avec 12,4 jours de précipitations en janvier et 7,6 jours en juillet. Pour la période 1991-2020, la température moyenne annuelle observée sur la station météorologique la plus proche, située sur la commune de Dax à 15 km à vol d'oiseau, est de 14,5 °C et le cumul annuel moyen de précipitations est de 1 155,2 mm,. Pour l'avenir, les paramètres climatiques de la commune estimés pour 2050 selon différents scénarios d’émission de gaz à effet de serre sont consultables sur un site dédié publié par Météo-France en novembre 2022.

## Urbanisme

### Typologie
Au 1er janvier 2024, Ozourt est catégorisée commune rurale à habitat dispersé, selon la nouvelle grille communale de densité à sept niveaux définie par l'Insee en 2022.
Elle est située hors unité urbaine. Par ailleurs la commune fait partie de l'aire d'attraction de Dax, dont elle est une commune de la couronne,. Cette aire, qui regroupe 60 communes, est catégorisée dans les aires de 50 000 à moins de 200 000 habitants,.

### Occupation des sols

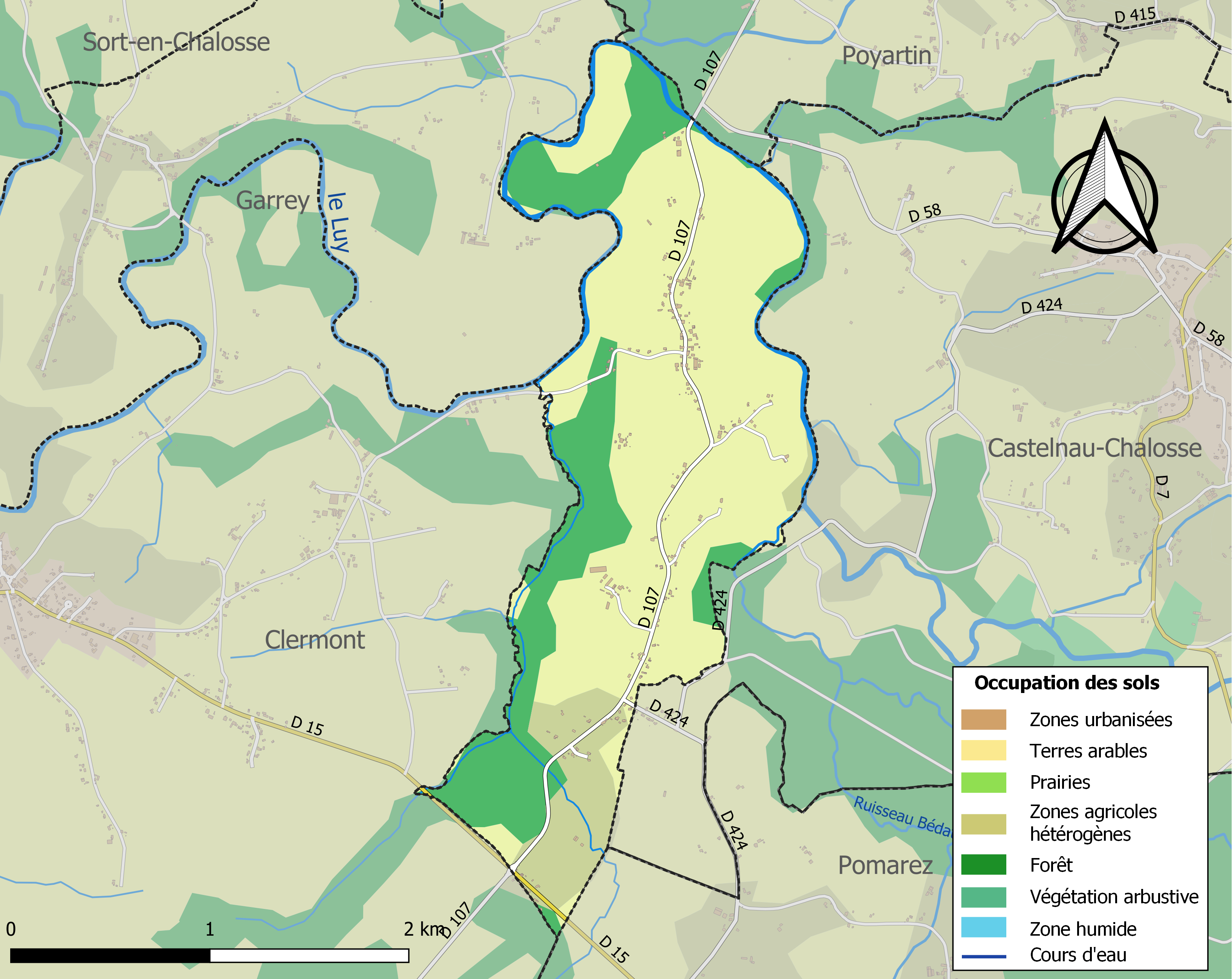
Carte des infrastructures et de l'occupation des sols de la commune en 2018 (CLC).

L'occupation des sols de la commune, telle qu'elle ressort de la base de données européenne d’occupation biophysique des sols Corine Land Cover (CLC), est marquée par l'importance des territoires agricoles (75,3 % en 2018), en augmentation par rapport à 1990 (74,4 %). La répartition détaillée en 2018 est la suivante : 
terres arables (65,5 %), forêts (24,7 %), zones agricoles hétérogènes (9,8 %). L'évolution de l’occupation des sols de la commune et de ses infrastructures peut être observée sur les différentes représentations cartographiques du territoire : la carte de Cassini (XVIIIe siècle), la carte d'état-major (1820-1866) et les cartes ou photos aériennes de l'IGN pour la période actuelle (1950 à aujourd'hui).

### Risques majeurs
Le territoire de la commune d'Ozourt est vulnérable à différents aléas naturels : météorologiques (tempête, orage, neige, grand froid, canicule ou sécheresse), inondations, mouvements de terrains et séisme (sismicité modérée). Un site publié par le BRGM permet d'évaluer simplement et rapidement les risques d'un bien localisé soit par son adresse soit par le numéro de sa parcelle.
Certaines parties du territoire communal sont susceptibles d’être affectées par le risque d’inondation par débordement de cours d'eau, notamment le Luy et le ruisseau de Cazeaux. La commune a été reconnue en état de catastrophe naturelle au titre des dommages causés par les inondations et coulées de boue survenues en 1998, 1999, 2009 et 2018,.
Les mouvements de terrains susceptibles de se produire sur la commune sont des tassements différentiels.

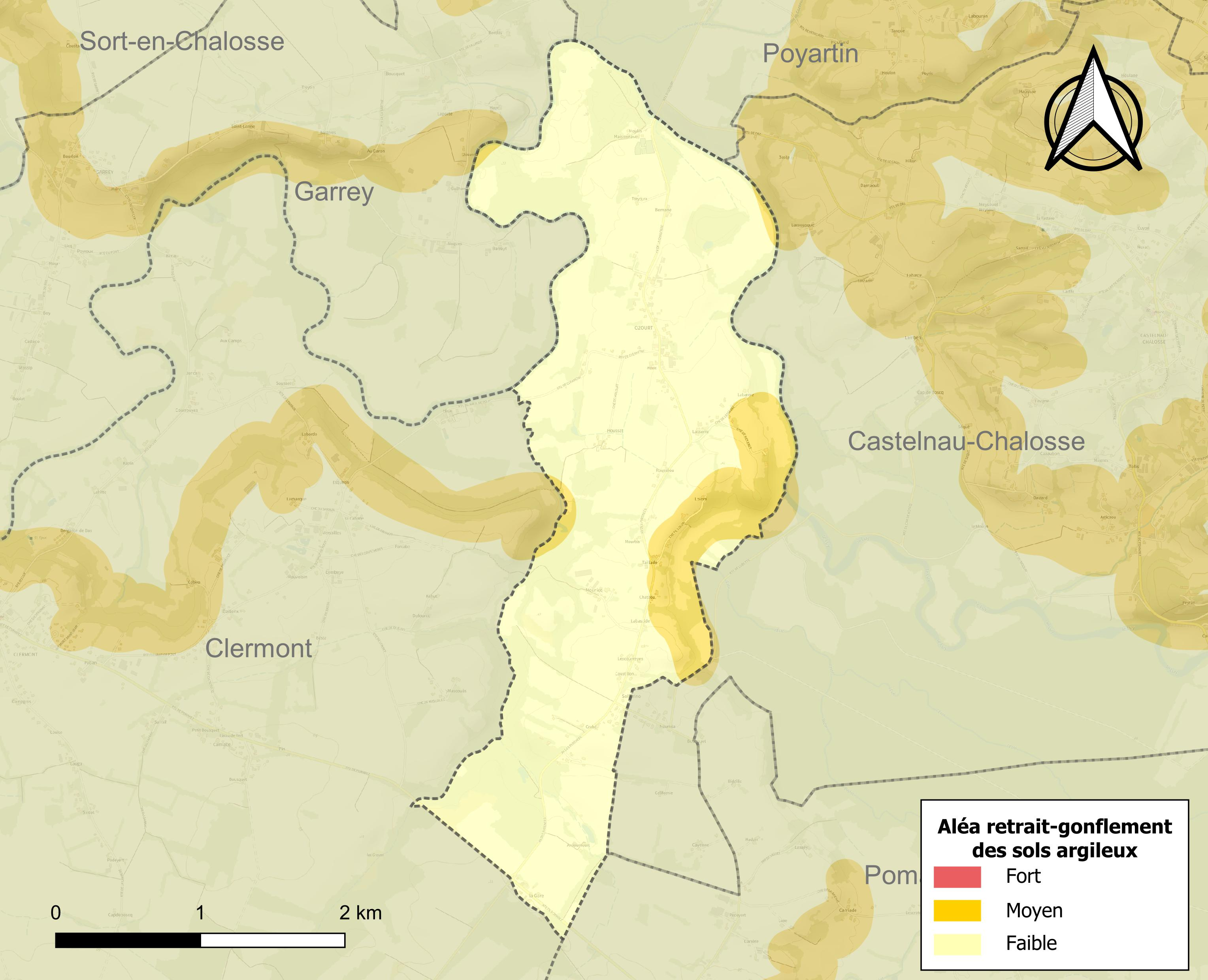
Carte des zones d'aléa retrait-gonflement des sols argileux d'Ozourt.

Le retrait-gonflement des sols argileux est susceptible d'engendrer des dommages importants aux bâtiments en cas d’alternance de périodes de sécheresse et de pluie. 12,1 % de la superficie communale est en aléa moyen ou fort (19,2 % au niveau départemental et 48,5 % au niveau national). Sur les 101 bâtiments dénombrés sur la commune en 2019,  10 sont en aléa moyen ou fort, soit 10 %, à comparer aux 17 % au niveau départemental et 54 % au niveau national. Une cartographie de l'exposition du territoire national au retrait gonflement des sols argileux est disponible sur le site du BRGM,.
Concernant les mouvements de terrains, la commune a été reconnue en état de catastrophe naturelle au titre des dommages causés par la sécheresse en 2003 et par des mouvements de terrain en 1999.

## Politique et administration

### Liste des maires

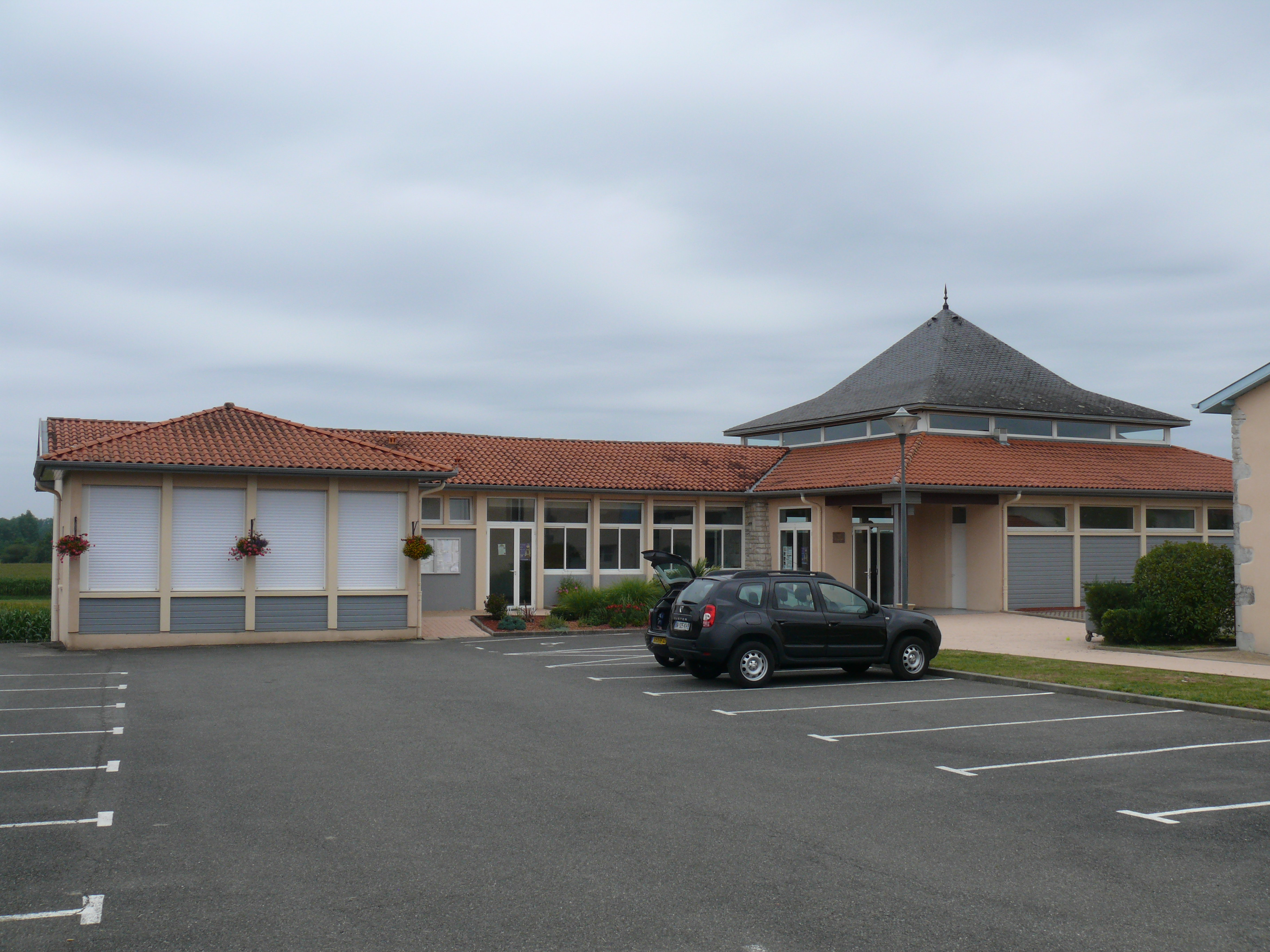
La mairie.

| Période                                  | Période  | Identité          | Étiquette | Qualité               |
| ---------------------------------------- | -------- | ----------------- | --------- | --------------------- |
| Les données manquantes sont à compléter. |          |                   |           |                       |
| mars 2001                                | 2008     | Jean Deyrose      |           |                       |
| mars 2008                                | En cours | Véronique Lanuque | DVG       | Assistante maternelle |

### Politique environnementale
Dans son palmarès 2024, le Conseil national de villes et villages fleuris de France a attribué une fleur à la commune.

## Démographie
| 1793 | 1800 | 1806 | 1821 | 1831 | 1836 | 1841 | 1846 | 1851 |
| ---- | ---- | ---- | ---- | ---- | ---- | ---- | ---- | ---- |
| 241  | 274  | 287  | 345  | 355  | 333  | 350  | 340  | 324  |

| 1856 | 1861 | 1866 | 1872 | 1876 | 1881 | 1886 | 1891 | 1896 |
| ---- | ---- | ---- | ---- | ---- | ---- | ---- | ---- | ---- |
| 350  | 325  | 337  | 322  | 325  | 331  | 319  | 315  | 296  |

| 1901 | 1906 | 1911 | 1921 | 1926 | 1931 | 1936 | 1946 | 1954 |
| ---- | ---- | ---- | ---- | ---- | ---- | ---- | ---- | ---- |
| 280  | 297  | 301  | 286  | 265  | 260  | 231  | 211  | 194  |

| 1962 | 1968 | 1975 | 1982 | 1990 | 1999 | 2004 | 2006 | 2009 |
| ---- | ---- | ---- | ---- | ---- | ---- | ---- | ---- | ---- |
| 196  | 205  | 205  | 185  | 172  | 155  | 168  | 175  | 195  |

| 2014 | 2019 | 2022 | - | - | - | - | - | - |
| ---- | ---- | ---- | - | - | - | - | - | - |
| 205  | 201  | 198  | - | - | - | - | - | - |

## Lieux et monuments

### Patrimoine archéologique
Des sites archéologiques évoquant la trace d’une occupation humaine à différentes époques (époque protohistorique ; XIVe siècle) ont été recensés à Ozourt par le service régional d’archéologie.
Les zones concernées sont les suivantes : 
- La Gare : époque protohistorique
- Ferme Labastide : XIVe siècle

### Patrimoine de pays
La commune compte sur son territoire : 
- L'église Saint-Martin, au dôme surprenant ;
- Un circuit de randonnée pédestre reliant en boucle les communes d’Ozourt à Clermont. Ce circuit allie des petites routes sans circulation ainsi que des chemins de terre ou empierrés pour la plupart se trouvant en  bois.

## Économie
Elle comprend également des commerces ainsi que de petites entreprises artisanales tels que : 
- Une boulangerie-pâtisserie-épicerie
- Un maraîcher horticole
- Une entreprise d’ébénisterie
- Deux commerces habillement et de bonneterie
- Deux entreprises de maçonnerie
- Une deux chambres d'hôtes.
- Une entreprise de peinture.

La particularité de la petite vie économique du village est le fait qu’elle est tout de même assez importante étant donné la petite taille de la population. Les entreprises et commerces de ce village sont tenus par des locaux issus du village même, à l'exception des propriétaires des chambres d'hôtes.

## Vie pratique

### Culture
Les associations d'Ozourt contribuent à l'animation du village. On y trouve entre autres :
- le comité des fêtes, qui organise, en particulier, les fêtes patronales se déroulant le premier week-end de septembre ;
- l'association communale de Chasseurs agréés (ACCA) ;
- l'Envolée ozourtoise.